# Допиаза
Допиаза (на персидском языке: دوپیازه, «две луковицы») — рагу родом из Большого Ирана, распространенное также в Южной Азии, особенно Индии, в котором лук является одним из основных ингредиентов. Блюдо обычно содержит мясо (говядину, курицу, баранину, ягнятину) или креветки, однако его также можно приготовить в вегетарианском стиле, например, с бамией.

## Этимология
Есть два альтернативных объяснения названия блюда.
1. Лук добавляют на двух этапах приготовления: нарезают или перемалывают для маринада/подливы, а в качестве гарнира/начинки либо маринуют, либо обжаривают до хрустящей корочки[2] .
2. В рецепте используется лук и мясо в соотношении 2:1[3].

## История
Это блюдо возникло в Хорасане (современный Иран и Афганистан). Оно было завезено в Южную Азию Моголами (1526—1857) и распространилось по странам с южноазиатской диаспорой. Региональные варианты развились в таких местах, как индийский Хайдарабад, и в нескольких регионах Пакистана.
Согласно легенде, блюдо было создано, когда мулла До-Пияза — придворный императора Великих Моголов Акбара — случайно добавил в блюдо большое количество лука. Эта легенда считается вымышленной, поскольку ни в каких записях эпохи Великих Моголов не упоминается ни один придворный с таким именем, а юмористические анекдоты о его жизни и шутки были опубликованы только в конце XIX века.

## Иранская допиаза
Допиазе — традиционное блюдо из Шираза, его можно приготовить из нарезанной кубиками или фарша баранины/говядины, курицы, креветок, картофеля и большого количества нарезанного лука.

## Ингредиенты
Как и во многих других блюдах Хайдарабада, добавление кислого ингредиента является ключевой частью допиаза. Чаще всего используют сырые манго, однако также можно использовать лимонный сок или клюкву. Основными ингредиентами для допиазы являются курица или другое мясо, лук, имбирная и чесночная паста, острые специи (черный кардамон, гвоздика и перец горошком), соль и порошок чили. В Индии считается разновидностью карри.
Иранскую допиазу можно приготовить из картофеля, лука, порошка куркумы, томатной пасты, сушеных листьев пажитника и специй.